# Estación San Lorenzo
San Lorenzo es una estación de ferrocarril ubicada en la localidad Homónima del Departamento Saladas en la Provincia de Corrientes, República Argentina. 

## Servicios
Se encuentra precedida por el Apeadero A. Ambrosio y le sigue la Estación Empedrado.